# SES-20
SES-20 ist ein kommerzieller Kommunikationssatellit des Satellitenbetreibers SES S.A. mit Sitz in Luxemburg.

## Technische Daten
Im Juni 2020 bestellte der Satellitenbetreiber SES S.A. bei Boeing Satellite Systems zwei neue geostationäre Kommunikationssatelliten für die SES-Flotte. Boeing baute den Satelliten SES-20, genau wie seinen Schwestersatelliten SES-21, auf Basis ihres Satellitenbusses der 702-Serie. Die Montage fand im Boeing-Werk in Los Angeles, Kalifornien statt. Seine C-Band-Transponder-Nutzlast ermöglicht dem Satellitenbetreiber, einen Teil des C-Band-Spektrums freizugeben. Der freigegebene Teil wird durch Mobilfunkbetreiber in den Vereinigten Staaten für 5G-Dienste genutzt. Außerdem soll der Satellit über 120 Millionen Haushalte mit Satellitenfernsehen versorgen können. Er besitzt eine geplante Lebensdauer von 15 Jahren und wird durch zwei Solarmodule und Batterien mit Strom versorgt. Des Weiteren ist er dreiachsenstabilisiert und wiegt ca. 1,5 Tonnen.

## Missionsverlauf
Der Start des Satelliten erfolgte am 4. Oktober 2022 auf einer Atlas-V-Trägerrakete von der Cape Canaveral Space Force Station zusammen mit SES-21 direkt in eine nahezu geostationäre Umlaufbahn. SES-20 trennte sich nach 5 Stunden und 38 Minuten von der Raketenoberstufe. Wenige Monate erreichte er seine Position bei 103° West und wurde in Betrieb genommen.